# Tokyo Woman's Christian University
A em inglês:  Tokio Woman's Christian University (東京女子大学, Tōkyō Joshi Daigaku), com frequência abreviado Tonjo (東女, Tonjo) ou TWCU, é uma universidade fundada em 1918 e estabelecida em Tóquio, no Japão, no bairro de Suginami.

## Fundação
A TWCU foi estabelecida por Nitobe Inazō (1862–1933), um autor, diplomata e educador, que foi nomeado o primeiro presidente em 1918. As primeiras aulas foram realizadas em Tsunohazu.